# Rebutia minuscula var. minuscula
Rebutia minuscula var. minuscula  es una  variedad de planta fanerógama de la familia Cactaceae. 

## Distribución
Es endémica de Argentina. Es una especie común que en lugares localizados.

## Descripción
Es una planta perenne carnosa, globosa de color verde armada de espinas  y  con las flores de color amarillo.